# Anthrenoides santiagoi
Anthrenoides santiagoi là một loài Hymenoptera trong họ Andrenidae. Loài này được Urban mô tả khoa học năm 2005.